# Brusque (Aveyron)
Brusque is een gemeente in het Franse departement Aveyron (regio Occitanie) en telt 301 inwoners (2011).  De plaats maakt deel uit van het arrondissement Millau.

## Geografie
De oppervlakte van Brusque bedraagt 35,2 km², de bevolkingsdichtheid is 8,6 inwoners per km².
De onderstaande kaart toont de ligging van Brusque (Aveyron) met de belangrijkste infrastructuur en aangrenzende gemeenten.

## Demografie
Onderstaande figuur toont het verloop van het inwonertal (bron: INSEE-tellingen).

Vanwege een beveiligingsprobleem met de MediaWiki Graph-software is het momenteel niet mogelijk deze grafiek weer te geven. Zodra de software is bijgewerkt zal de grafiek vanzelf weer zichtbaar worden.